# Viitorul Bukarest
Viitorul Bukarest war ein rumänischer Fußballverein. Er spielte in der Saison 1962/63 in der höchsten rumänischen Fußballliga, der Divizia A. 

## Geschichte
Viitorul Bukarest (deutsch Zukunft) wurde im Sommer 1962 gegründet und bestand aus der rumänischen Jugendnationalmannschaft, die zuvor das UEFA-Juniorenturnier im eigenen Land gewonnen hatte und damit Europameister geworden war. Die ursprünglich von Gheorghe Ola zusammengestellte und trainierte Mannschaft erhielt ohne vorherige Qualifikation einen Platz in der höchsten rumänischen Liga, der Divizia A, die zu diesem Zweck auf 15 Mannschaften aufgestockt wurde. Nach der Hinrunde befand sich der Verein auf dem neunten Platz. Zu Beginn des Jahres 1963 wurde Viitorul aus der Meisterschaft ausgeschlossen und aufgelöst. Die Spieler wurden zumeist von anderen Bukarester Erstligisten übernommen oder kehrten zu ihren Heimatvereinen zurück. Im Jahr 2008 wurden die noch lebenden Mitglieder des Aufgebots, welches den bis zu diesem Zeitpunkt einzigen Titel Rumäniens auf Nationalmannschaftsebene errungen hatte, von Staatspräsident Traian Băsescu ein weiteres Mal geehrt.

## Aufgebot in der Hinrunde der Saison 1962/63
- Stere Adamache, anschließend bei Steagul Roșu Brașov
- Sorin Avram, anschließend bei Steaua Bukarest
- Emil Dumitriu, anschließend bei Rapid Bukarest
- T. Dumitriu
- László Gergely, anschließend bei Dinamo Bukarest
- Ion Haidu, anschließend bei Steagul Roșu Brașov, ab Sommer 1963 bei Dinamo Bukarest
- Constantin Jamaischi, anschließend bei Rapid Bukarest
- Aurel Măndoiu, anschließend bei Steaua Bukarest
- C. Matei
- I. Mureșan
- Nicolae Nagy, anschließend bei Dinamo Obor Bukarest
- Mircea Neșu, anschließend bei Crișana Oradea, ab Sommer 1963 bei Universitatea Cluj
- Radu Nunweiller, anschließend bei Dinamo Bukarest
- Alexandru Pall, anschließend bei Petrolul Ploiești
- Cornel Pavlovici, anschließend bei Steaua Bukarest
- Mircea Petescu, anschließend bei Știința Timișoara, ab Sommer 1963 bei Steaua Bukarest
- Dumitru Popescu, anschließend bei Steaua Bukarest
- Jenö Pozsony, anschließend bei Crișul Oradea
- Mircea Răcelescu, anschließend bei Știința Timișoara
- Vasile Suciu, anschließend bei Steaua Bukarest
- Florea Voinea, anschließend bei Steaua Bukarest

- Trainer: Bazil Marian